# Andrushivka (huyện)
Andrushivka (tiếng Ukraina: Андрушівський район, chuyển tự: Andrushivkas’kyi raion) là một huyện của tỉnh Zhytomyr thuộc Ukraina. Huyện Andrushivka có diện tích 956 kilômét vuông, dân số theo điều tra dân số ngày 5 tháng 12 năm 2001 là 38.785 người với mật độ 41 người/km². Trung tâm huyện nằm ở Andrushivka.